# Javier Gomez (karaté)
Pour les articles homonymes, voir Gomez et Javier Gomez.
Javier Gomez, est un karatéka suisse.

## Résultats
Il a notamment remporté l'épreuve de kumite individuel masculin moins de 75 kilos aux championnats du monde de karaté 1982 organisés à Taipei, à Taïwan.
| Résultat           | Date | Épreuve                   | Catégorie | Compétition                | Ville hôte               |
| ------------------ | ---- | ------------------------- | --------- | -------------------------- | ------------------------ |
| Médaille d'or      | 1982 | Kumite individuel - 75 kg | Seniors   | Championnats du monde 1982 | Taipei, à Taïwan         |
| Médaille de bronze | 1983 | Kumite individuel - 75 kg | Seniors   | Championnats d'Europe 1983 | Madrid, en Espagne       |
| Médaille d'argent  | 1984 | Kumite individuel - 75 kg | Seniors   | Championnats du monde 1984 | Maastricht, aux Pays-Bas |